# The Decade Remixes
The Decade Remixes – kompilacja niemieckiej piosenkarki C.C. Catch, wydana w 1990 roku w Hiszpanii przez Hansa Records. Płyta zawiera przearanżowane największe przeboje artystki z lat współpracy z Dieterem Bohlenem podzielone na trzy megamixy. Promował ją singel: „The Decade 7" Remix”.

## Lista utworów

### Wydanie na płycie CD[2]
| 1. The Decade Megamix | 1. The Decade Megamix    | 1. The Decade Megamix |
| Nr                    | Tytuł utworu             | Długość               |
| --------------------- | ------------------------ | --------------------- |
| 1.                    | „House Of Mystic Lights” | 4:10                  |
| 2.                    | „Stangers By Night”      | 4:54                  |
| 3.                    | „Heartbreak Hotel”       | 2:54                  |
| 4.                    | „Heaven And Hell”        | 2:43                  |
| 5.                    | „Soul Survivor”          | 2:33                  |
|                       |                          | 17:14                 |

| 2. The Decade Megamix | 2. The Decade Megamix          | 2. The Decade Megamix |
| Nr                    | Tytuł utworu                   | Długość               |
| --------------------- | ------------------------------ | --------------------- |
| 1.                    | „Good Guys Only Win In Movies” | 3:07                  |
| 2.                    | „Back Seat Of Your Cadillac”   | 2:08                  |
| 3.                    | „I Can Lose My Heart Tonight”  | 3:58                  |
| 4.                    | „Summer Kisses”                | 1:27                  |
|                       |                                | 10:40                 |

| 3. The Decade 7" Remix (5:25) | 3. The Decade 7" Remix (5:25) | 3. The Decade 7" Remix (5:25) |
| Nr                            | Tytuł utworu                  | Długość                       |
| ----------------------------- | ----------------------------- | ----------------------------- |
| 1.                            | „House Of Mystic Lights”      |                               |
| 2.                            | „Stangers By Night”           |                               |
| 3.                            | „Heaven And Hell”             |                               |
| 4.                            | „Soul Survivor”               |                               |

### Wydanie na płycie winylowej[3]
| A. The Decade Megamix – Cara A | A. The Decade Megamix – Cara A | A. The Decade Megamix – Cara A |
| Nr                             | Tytuł utworu                   | Długość                        |
| ------------------------------ | ------------------------------ | ------------------------------ |
| 1.                             | „House Of Mystic Lights”       | 4:10                           |
| 2.                             | „Stangers By Night”            | 4:54                           |
| 3.                             | „Heartbreak Hotel”             | 2:54                           |
| 4.                             | „Heaven And Hell”              | 2:43                           |
| 5.                             | „Soul Survivor”                | 2:33                           |
|                                |                                | 17:14                          |

| B1. The Decade Megamix – Cara B | B1. The Decade Megamix – Cara B | B1. The Decade Megamix – Cara B |
| Nr                              | Tytuł utworu                    | Długość                         |
| ------------------------------- | ------------------------------- | ------------------------------- |
| 1.                              | „Good Guys Only Win In Movies”  | 3:07                            |
| 2.                              | „Back Seat Of Your Cadillac”    | 2:08                            |
| 3.                              | „I Can Lose My Heart Tonight”   | 3:58                            |
| 4.                              | „Summer Kisses”                 | 1:27                            |
|                                 |                                 | 10:40                           |

| B2. The Decade 7" Remix (5:25) | B2. The Decade 7" Remix (5:25) | B2. The Decade 7" Remix (5:25) |
| Nr                             | Tytuł utworu                   | Długość                        |
| ------------------------------ | ------------------------------ | ------------------------------ |
| 1.                             | „House Of Mystic Lights”       |                                |
| 2.                             | „Stangers By Night”            |                                |
| 3.                             | „Heaven And Hell”              |                                |
| 4.                             | „Soul Survivor”                |                                |

## Autorzy[4]
- Muzyka: Dieter Bohlen
- Autor tekstów: Dieter Bohlen
- Śpiew: C.C. Catch
- Producent: Dieter Bohlen
- Aranżacja: Dieter Bohlen
- Współproducent: Luis Rodríguez
- Remiks: D.R. Garrido, Rafa Legisima